# Путиловская волость (Дмитровский уезд)
Путиловская волость — волость в составе Дмитровского и Сергиевского уездов Московской губернии. Существовала в 1917—1929 годах. Центром волости было село Путилово.
Путиловская волость была образована в составе Дмитровского уезда в 1917 году. В её состав вошли селения:
- из Богословской волости: Березники, Васюково, Введенское, Лепешки, Нагорное, Назарово, Никулино, Останкино, Путилово, Хотилово, Царево и Шаблыкино;
- из Морозовской волости: Барково, Коськово, Михайловское, Муромцево и Фёдоровское.

По данным 1918 года в Путиловской волости было 4 сельсовета: Барковский, Муромский, Путиловский и Царёвский.
13 октября 1919 года Путиловская волость была передана в Сергиевский уезд.
В 1921 году были созданы Лепёшкинский, Никуловский, Останкинский, Ряпловский и Фёдоровский с/с.
По данным 1922 года в Путиловской волости вновь было 4 сельсовета: Барковский, Муромцевский, Путиловский и Царёвский.
В 1927 году из части Барковского с/с были образованы Михайловский и Фёдоровский с/с, из части Муромцевского — Лукьянцевский и Ряпловский, из части Путиловского — Березниковский, из части Царёвского — Лепёшкинский и Введенский.
В 1929 году Березниковский с/с был присоединён к Путиловскому.
В ходе реформы административно-территориального деления СССР в 1929 году Путиловская волость была упразднена, а её территория включена в состав Пушкинского района Московского округа Московской области.